# Megachile pseudocincta
Megachile pseudocincta là một loài Hymenoptera trong họ Megachilidae. Loài này được Pasteels mô tả khoa học năm 1970.